# Linia kolejowa Mladá Boleslav – Mělník
Linia kolejowa Mladá Boleslav – Mělník – jednotorowa, regionalna i niezelektryfikowana linia kolejowa w Czechach. Łączy stację Mladá Boleslav i Mielnik. W całości znajduje się na terytorium kraju środkowoczeskiego.